# 徳川多恵子
徳川 多恵子（とくがわ たえこ、1920年〈大正9年〉4月15日 - 1954年〈昭和29年〉11月5日）は、日本の元皇族。北白川宮成久王と同妃房子内親王の第3王女子。徳川圀禎（徳川圀順の次男）の妻。旧名は、多恵子女王（たえこじょおう）。皇籍離脱前の身位は女王で、皇室典範における敬称は殿下。兄に北白川宮永久王、姉に立花美年子（美年子女王）と東園佐和子（佐和子女王）がいる。明治天皇の孫にあたる。

## 人物
1920年（大正9年）4月15日、北白川宮成久王とその妃で明治天皇の第7皇女子である房子内親王との間に第3王女子として生まれた。1923年（大正12年）4月1日、父宮成久王がパリ郊外で事故死し、母宮房子内親王も重傷を負う。1941年（昭和16年）4月7日付で勲二等宝冠章を受章。その後、徳川圀禎（徳川圀順の次男）のもとに降嫁した。

## 栄典
- 1940年（昭和15年）8月15日 - 紀元二千六百年祝典記念章[3]
- 1941年（昭和16年）4月7日  - 勲二等宝冠章[2]

## 血縁
- 父：北白川宮成久王
- 母：成久王妃房子内親王
- 兄弟：永久王 - 立花美年子 - 東園佐和子 - 徳川多恵子
- 子：